# Tri Repetae
A Tri Repetae a brit elektronikus zenei duó, az Autechre harmadik albuma – többek szerint az együttes egyik művészi csúcspontja. A lemez 1995. november 6-án jelent meg a Warp Records kiadásában. Az Amerikai Egyesült Államokban a lemez Tri Repetae++ címen látott napvilágot kétlemezes változatban, melyek tartalmazták a Garbage és az Anvil Vapre EP-ket is. A Japánban kiadott változat egy „Medrey” című bónusz számot is tartalmaz.

## Számsorrend
1. "Dael" – 6:39
2. "Clipper" – 8:33
3. "Leterel" – 7:08
4. "Rotar" – 8:04
5. "Stud" – 9:40
6. "Eutow" – 4:16
7. "C/pach" – 4:39
8. "Gnit" – 5:49
9. "Overand" – 7:33
10. "Rsdio" – 10:08
11. "Medrey" – 4:12 (Japán bónusz track)

### ++(amerikai kiadás)
1. "Second Bad Vilbel"  – 9:45
2. "Second Scepe"  – 7:44
3. "Second Scout"  – 7:21
4. "Second Peng"  – 10:53
5. "Garbagemx36"  – 14:11
6. "PIOBmx19"  – 7:37
7. "Bronchusevenmx24"  – 9:44
8. "VLetrmx21" - 8:27